# Imaging con spettrometria di massa
L'imaging con spettrometria di massa, dall'inglese mass spectrometry imaging o imaging mass spectrometry (MS imaging o IMS), è un insieme di tecniche di spettrometria di massa usate per visualizzare la distribuzione spaziale di analiti. Alcune delle recenti tecnologie in imaging con spettrometria di massa sono: MALDI imaging, SIMS (e SNMS) imaging e LA-ICP-MS imaging..

## SIMS e SNMS Imaging
La SIMS è usata per analizzare superfici solide e strati sottili tramite sputtering causato da un fascio di ioni primario focalizzato. Gli ioni secondari prodotti vengono raccolti e analizzati. Questa tecnica di imaging è simile alla microscopia elettronica.
La SNMS funziona in modo analogo con la differenza che vengono raccolti i frammenti neutri sputterati e successivamente ionizzati

## MALDI imaging
La tecnica MALDI può essere usata come tecnica di imaging per molecole relativamente grandi. In questa variante della tecnica il campione, tipicamente la sezione di un tessuto biologico viene mosso lungo due direzioni mentre lo spettrometro di massa registra dati.

## DESI imaging
Anche la tecnica DESI (Desorption electrospray ionization) può essere usata come tecnica di imaging..

## LA-ICP-MS imaging
Anche la LA-ICP-MS si presta bene come tecnica di imaging, campo in cui è abbastanza usata.